# Muzeul Memorial „Mihail Kogălniceanu”
Muzeul Memorial „Mihail Kogălniceanu” este un muzeu național din Iași, amplasat în Str. Mihail Kogălniceanu nr. 11. 
Aflat în Iași, pe strada Mihail Kogălniceanu la nr.11, Muzeul Memorial „Mihail Kogălniceanu” este un reper spațio-temporal la care suntem obligați să raportăm „rutele de viață creatoare” ale istoricului, gazetarului, scriitorului, avocatului, omului politic, dar și pe ale omului Mihail Kogălniceanu (1817-1891). Muzeul a fost redeschis pentru public în ziua de 4 martie 2012. 
Proiectul actual de redefinire tematică și reamenajare a spațiului expozițional urmărește reconstituirea atmosferei unei case boierești de secol XIX, punând în valoare un bogat patrimoniu ce se leagă în bună măsură de numele și familia lui Mihail Kogălniceanu. Utilizarea de instrumente și concepte muzeotehnice ce permit abordări interactive în relația muzeu-public asigură integrarea edificiului în contemporaneitate. Completând sfera documentară oferită de celelalte muzee de profil din fosta capitală a Moldovei, expoziția cu caracter memorialistic reface ambientul unor încăperi specifice locuinței boierești de la jumătatea secolului al XIX-lea: holul, camera de primire, dormitorul, salonul doamnei, sufrageria și biroul.
Mobilierul din lemn sculptat, realizat în stilurile oriental, renascentist, Biedermeier, Ludovic al XV-lea, Ludovic al XVI-lea, Napoleon al III-lea, mobilierul din lemn dorat și cu împletitură din pai, două „grands buffets” din stejar, oglinda dorată, vasele din porțelan de Sèvres, tablouri, candelabre, sfeșnice, covoare, precum și farfuriile și tacâmurile din argint, unele decorate cu monograma lui Mihail Kogălniceanu, paharele pentru vin sau apă din cristal de Baccarat, fructierele din porțelan cu monogramă și alte obiecte de artă decorativă sunt menite să creioneze un cadru ambiental specific unei familii boierești care, de multe ori, avea oaspeți de seamă, dar și să pună în evidență rafinamentul deosebit al proprietarilor. 
Sigiliul cu monogramă, servieta de diplomat (cu cifru), cutia pentru pălării (cu monogramă), o lampă de birou, trusa de birou, o călimară și o scrumieră care i-au aparținut, însemnele lojei masonice al cărui membru a fost, fotografii ale urmașilor săi, costumul popular și bijuterii care au aparținut Ecaterinei Kogălniceanu sunt valoroase piese de patrimoniu care conferă autenticitate ambientului creat. 
Având în vedere faptul că astfel de clădiri de patrimoniu devenite muzee nu trebuie să rămână pentru generațiile viitoare doar depozitarele unor colecții de obiecte și pentru o utilizare eficientă a contextului muzeal, în acord cu tendințele muzeologiei actuale, noua abordare tematică a impus amenajarea unor spații care să permită organizarea de activități specifice muzeului. Astfel, salonul-rotondă, păstrând caracteristici ambientale definitorii pentru secolul al XIX-lea, ilustrate de replicile realizate după mobilierul original al casei, a devenit un spațiu destinat desfășurării unor evenimente cultural-recreative: concerte, lansări de carte, audiții muzicale, seri de muzică și poezie, spectacole de teatru. De asemenea, pentru a provoca interesului publicului pentru instituția muzeală și pentru a demonstra valențele educative ale muzeului, a fost amenajat un Atelier educațional unde se pot desfășura activități și programe interactive a căror elaborare este condiționată de colecțiile care alcătuiesc patrimoniul muzeal, categoriile și fluxul de public, interesele vizitatorilor și particularitățile comunității locale.
Clădirea muzeului este declarată monument istoric, având codul IS-II-m-B-03919. Monument istoric și de arhitectură construit în 1936 în stil neoclasic.